# Collis P. Huntington

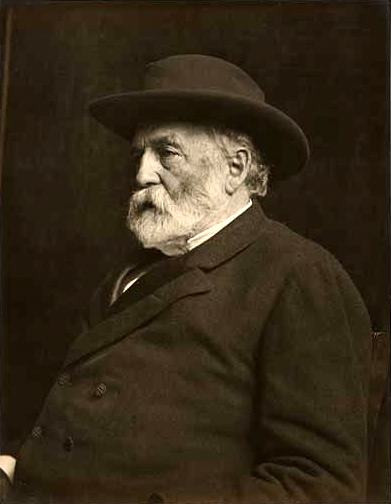
Collis P. Huntington, um 1900

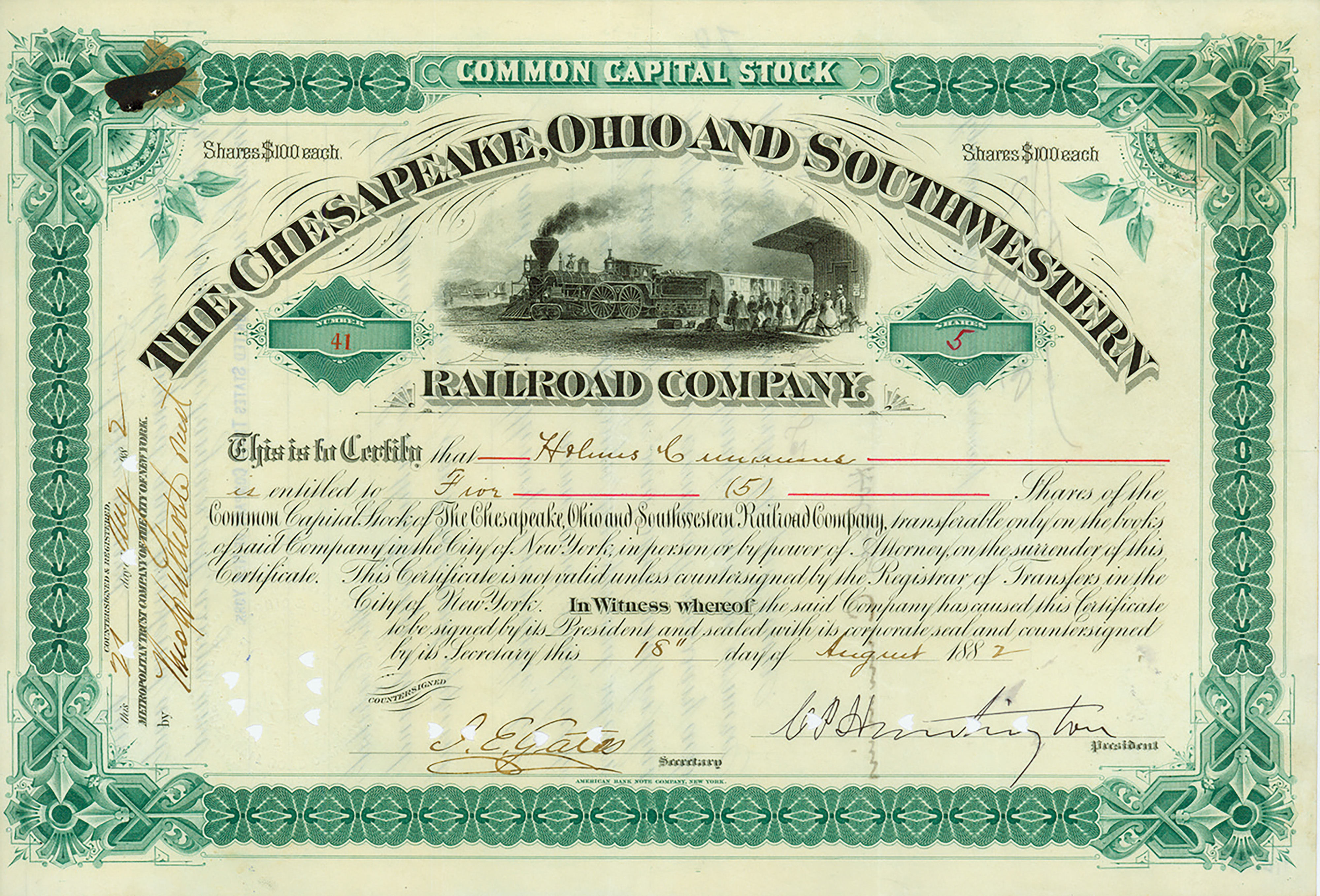
Aktie der Chesapeake, Ohio and Southwestern Railroad Company vom 18. August 1882, signiert von Collis P. Huntington

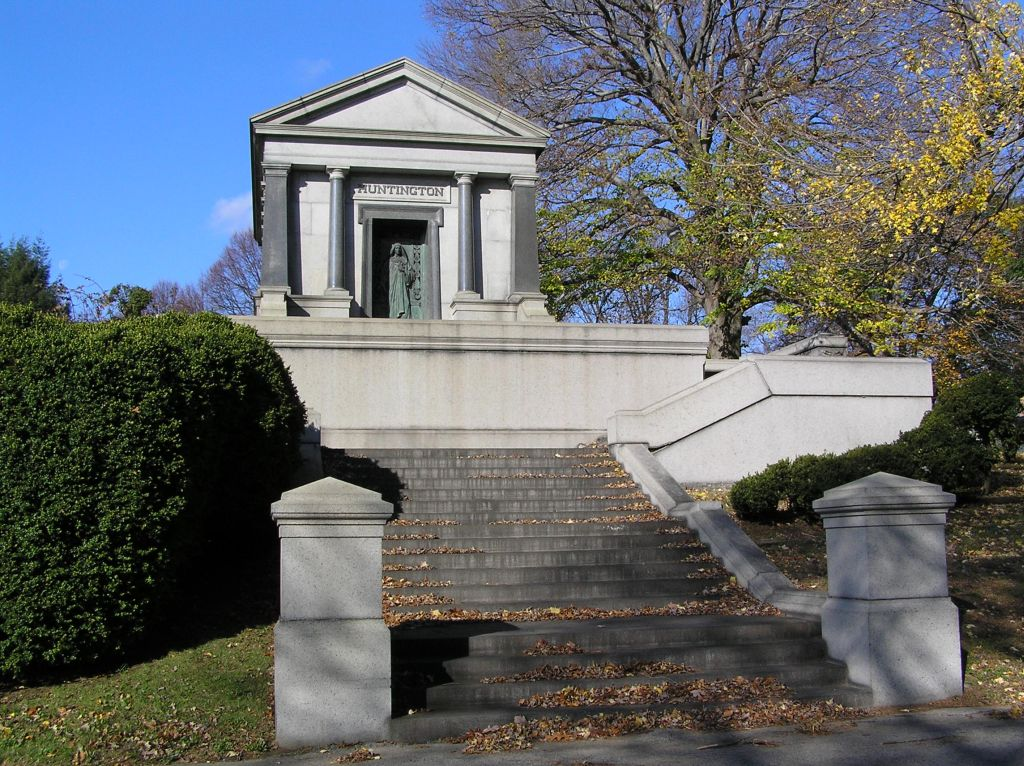
Mausoleum auf dem Woodlawn Cemetery

Collis Potter Huntington (* 22. Oktober 1821 in Harwinton, Connecticut; † 13. August 1900 in New York) war einer der Eisenbahn-Tycoone der Vereinigten Staaten.
Er ist einer der Big Four („großen Vier“), zusammen mit Leland Stanford, Mark Hopkins und Charles Crocker, die mit dem Bau der Bahnstrecke der Central Pacific Railroad den westlichen Teil der ersten transkontinentalen Bahnverbindung in den USA errichteten.

## Leben
Collis Potter Huntington wurde 1821 in Connecticut geboren. Er ging 1848 im Zuge des Goldrausches nach Kalifornien und wurde ein erfolgreicher Geschäftsmann in Sacramento. Er war stark in der Finanzierung und Durchführung des Baus der Bahnstrecke der Central Pacific Railroad beteiligt. Diese wurde 1869 mit der Union Pacific Railroad zur ersten transkontinentalen Eisenbahnverbindung in Nordamerika verbunden. Später war Huntington in der Errichtung der Southern Pacific Railroad involviert. Durch seine von ihm beherrschten Eisenbahngesellschaften hatte er einen großen Einfluss im westlichen Teil der Vereinigten Staaten, vor allem in Kalifornien.
Ab 1871 überwachte er den Bau der Chesapeake and Ohio Railway durch Virginia und West Virginia bis zum Ohio River. Huntington gründete die nach ihm benannte und geplante Stadt Huntington in West Virginia und die Kohlenpiere im Warwick County in Virginia. Hier entstand 1896 die Stadt Newport News. Er gründete auch die Newport News Shipbuilding and Drydock Company, die größte private Schiffswerft der USA.
Er starb 1900 und wurde auf dem Friedhof Woodlawn Cemetery in der Bronx (New York) beigesetzt.

## Familie
Collis Huntington heiratete Arabella Huntington und war der Vater bzw. Stiefvater des Mäzens und Hispanisten Archer Milton Huntington, der sein Erbe antrat und mit seinem Vermögen u. a. die Hispanic Society of America gründete.
Collis war auch mit einem anderen Eisenbahnmagnaten aus Kalifornien verwandt: Henry E. Huntington, den seine Frau Arabella nach seinem Tode heiratete, die wichtigste Person hinter der Pacific Electric Railway, die in Los Angeles vor allem Nahverkehrsaufgaben übernahm, und Gründer der Huntington Library in San Marino in Kalifornien.
Verwandt war er auch mit Clarence Huntington, dem Vorsitzenden der Virginian Railway.